# Тарусса (река)
Тарусса (Таруса) — река в России, протекает в Московской области. Правый приток реки Нары.
Берёт начало при слиянии рек Зуевки и Турицы. Течёт на восток. Впадает в Нару в 133 км от её устья по правому берегу, около деревни Любаново. Длина реки составляет 28 км. Основные притоки: Зуевка, Капанка, Лохня, Турица.
По берегам реки произрастают еловые и смешанные леса.
Вдоль течения реки от истока до устья расположены населённые пункты Космодемьянский, Строганка, Архангельское, Мишинка, Ястребово, Юматово, Скугорово, Головково, Радчино, Крюково, Маурино.
По данным Государственного водного реестра России, относится к Окскому бассейновому округу. Речной бассейн — Ока, речной подбассейн — бассейны притоков Оки до впадения Мокши, водохозяйственный участок — Нара от истока до устья.

## Притоки
(расстояние от устья)
- 17 км: река Лохня (пр)
- 18 км: река Капанка (лв)